# Teracotona kiboshoica
Teracotona kiboshoica är en fjärilsart som beskrevs av Szent-ivany 1942. Teracotona kiboshoica ingår i släktet Teracotona och familjen björnspinnare. Inga underarter finns listade i Catalogue of Life.